# Delitto capitale
Delitto capitale è un'antologia edita da Hobby & Work a cura di Marco Tagliaferri che include otto racconti gialli racchiusi in una cornice. Gli autori dei racconti sono Giulio Leoni, Luigi De Pascalis, Andrea Franco, Enrico Luceri, Sabina Marchesi, Massimo Mongai, Massimo Pietroselli e Nicola Verde.

## Trama
In una vecchia insula romana i delitti si susseguono ininterrotti da 2000 anni. Sarà forse il caso? Saranno gli influssi del radon? O semplice statistica? Otto autori di gialli si interrogano su questo mistero e mentre cercano di trovare l'enigma che lega tutti i delitti della vecchia casa romana raccontano il loro personale mistero...